# Bertha Schnyder
Bertha Schnyder (* 28. März 1887 in Uttewil (Gemeinde Bösingen); † 13. August 1968 in Bern) war die Gründerin und erste Vorsteherin der Bäuerinnenschule Uttewil (von 1929 bis 1957) und Präsidentin des Reformierten Landfrauenverbands im Kanton Freiburg.

## Leben

### Familie
Bertha Schnyder war die Tochter eines Landwirts, Jakob Schnyder, und seiner Frau Anna, geborene Herren. Sie selbst blieb ledig. Unter ihren 21 Geschwistern wurden ebenfalls bekannt: Walter Schnyder (1885-, Metzger, Obstbauer, Schnapsbrenner und Farmer), Arnold Schnyder (1890–1953, Landwirtschaftslehrer und Saatzuchtexperte), Rudolf Schnyder-Michel (1895–1977), Heinrich Schnyder (1897–1974, Schweizer Agrarwissenschaftler und Politiker).

### Werdegang
Von 1904 bis 1911 besuchte sie die Sekundarschule in Laupen und wirkte, wie es üblich war, auf dem elterlichen Hof mit. 1911 schloss sich dann die Haushaltungsschule in Worb an sowie 1912 ein Volontariat in einem Pfarrhaus in Barby bei Magdeburg.

### Berufliches Wirken
Ihren beruflichen Einstieg fand sie 1913 ebenfalls in Magdeburg als Mitarbeiterin im Wirtschaftsbetrieb der dortigen Pfeiffer'schen Stiftungen, setzte dann aber ihre Karriere von 1913 bis 1915 mit einem Haushaltungsseminar in Zürich fort. Es folgten die Haushaltungs- und Lehrtätigkeiten an der Landwirtschaftlichen Schule Rütti in Zollikofen, an der Haus- und Fortbildungsschule Flamatt und an der Bernischen Alpwirtschaftlichen Schule Brienz, bis sie in einer ersten Leitungsfunktion von 1925 bis 1928 der Haushaltungsschule in Lenzburg vorstand. 1928 und 1929 wirkte sie als Haushälterin und Lehrerin an der Land- und Hauswirtschaftlichen Schule Waldhof in Langenthal. 1929 gründete Bertha Schnyder die Bäuerinnenschule in Uttwil (auch Uttewil genannt), die sie bis 1957 leitete. 1959 amtierte sie dann als Präsidentin des neu gegründeten Reformierten Landfrauenverbands des Kanton Freiburg.
Ihr Wirken wird auch fortgesetzt von der gemeinnützigen Bertha Schnyder Stiftung (gegründet am 12. Juli 2005), die die Liegenschaft in Bösingen verwaltet und nutzt, die ehemals Eigentum des Vereins der Schule Uttewil war.